# Zoia Ceaușescu
Elena Zoia Ceaușescu, mai cunoscută ca Zoia Ceaușescu, (n. 1 martie 1949 – d. 20 noiembrie 2006) a fost fiica fostului președinte al României Nicolae Ceaușescu și a Elenei Ceaușescu. A avut doi frați, Valentin și Nicu Ceaușescu.

## Biografie
A urmat cursurile Liceului nr. 24, actualmente Liceul „Jean Monnet” pe care l-a absolvit în 1966.
Absolventă a Facultății de Matematică, avea preocupări intelectuale, bibliofilă și colecționară de opere de artă. Nicolae și Elena Ceaușescu nu priveau cu ochi buni viața socială a fiicei lor, motiv pentru care au ordonat în repetate rânduri Securității să o urmărească și să-i „spargă anturajul”.
Și condițiile în care și-a luat doctoratul în matematică sunt neclare. Mărturie stau amintirile lui Ciprian Foiaș, matematician de prestigiu, dar care dorind să emigreze din țară a trecut peste principiile sale.
S-a căsătorit în 1980 cu inginerul sibian Mircea Oprean, cadru universitar la Politehnica din București. Înainte de 1989, Zoia ajunsese șefa secției de matematică de la INCREST (Institutul pentru Creație Științifică și Tehnică) și locuia într-o vilă de pe strada George Enescu 2-4.
Anumite valori din casa Zoiei, incunabule, stampe și cărți rare, au ajuns la Biblioteca Națională și au fost parțial returnate proprietarei cu puțin timp înainte de moartea acesteia, survenită în urma unui cancer pulmonar, în noiembrie 2006.

## Distincții
- Ordinul Muncii clasa a II-a (29 aprilie 1983) „pentru contribuția adusă la înfăptuirea politicii partidului și statului de făurire a societății socialiste multilateral dezvoltate în patria noastră și rezultatele deosebite obținute în întrecerea socialistă pentru îndeplinirea și depășirea planului național unic de dezvoltare economico-socială pe anul 1982”[4]

## Publicații
Zoia Ceaușescu a publicat între 1976 și 1988, 22 de lucrări, printre care se pot menționa:
- Ceaușescu, Zoia; Vasilescu, F.-H. (1978). „Tensor products and the joint spectrum in Hilbert spaces”. Proceedings of the American Mathematical Society. American Mathematical Society. 72 (3): 505–508. doi:10.2307/2042460. ISSN 0002-9939. JSTOR 10.2307/2042460. MR 0509243.

- Ceaușescu, Zoia (1979). „Lifting of a contraction intertwining two isometries”. The Michigan Mathematical Journal. 26 (2): 231–241. doi:10.1307/mmj/1029002216. MR 0532324.

- Arsene, Gr.; Ceaușescu, Zoia; Constantinescu, T. (1988). „Schur analysis of some completion problems”. Linear Algebra and its Applications. 109: 1–35. doi:10.1016/0024-3795(88)90195-4. MR 0961563.